# Eric Lu
Eric Lu, né le 15 décembre 1997, est un pianiste américain. Il a été notamment lauréat du 4e prix lors de la XVIIe édition du Concours international de piano Frédéric-Chopin qui s'est tenu à Varsovie en 2015. 
En septembre 2018, il remporte le 1er prix du concours international de piano de Leeds. En plus du prix en espèces de 25 000 £, Eric Lu reçoit un prix révolutionnaire conçu pour le développement de carrière à long terme. Il inclut la gestion mondiale avec Askonas Holt, l'une des principales agences de gestion des arts au monde; une sortie d'album international sur Warner Classics – l'une des plus grandes sociétés d'enregistrement de musique classique au monde –, et une gamme de possibilités de performance et d'enregistrement avec BBC Radio 3. 

## Biographie
Il commence l'apprentissage du piano à l'âge de six ans sous la houlette de Dorothy Shi (杨镜钏), qui fut également le professeur de George Li. Il étudie ensuite au conservatoire de Nouvelle-Angleterre à Boston, avant d'intégrer en 2013 l'Institut Curtis de musique à Philadelphie.
Il fait partie des élèves de Dang Thai Son, lauréat du 1er prix du Concours international de piano Frédéric-Chopin en 1980. 

## Récompenses
- 2018 : 1er prix du concours international de piano de Leeds
- 2015 : 4e prix du Concours international de piano Frédéric-Chopin de Varsovie[1]
- 2015 : 1er prix du Concours national de piano Chopin de Miami
- 2014 : 1er prix du Concours international Frédéric Chopin pour jeunes pianistes de Moscou[3]
- 2010 : 1er prix du Concours international pour jeunes pianistes d'Ettlingen[4]